# Вешенська

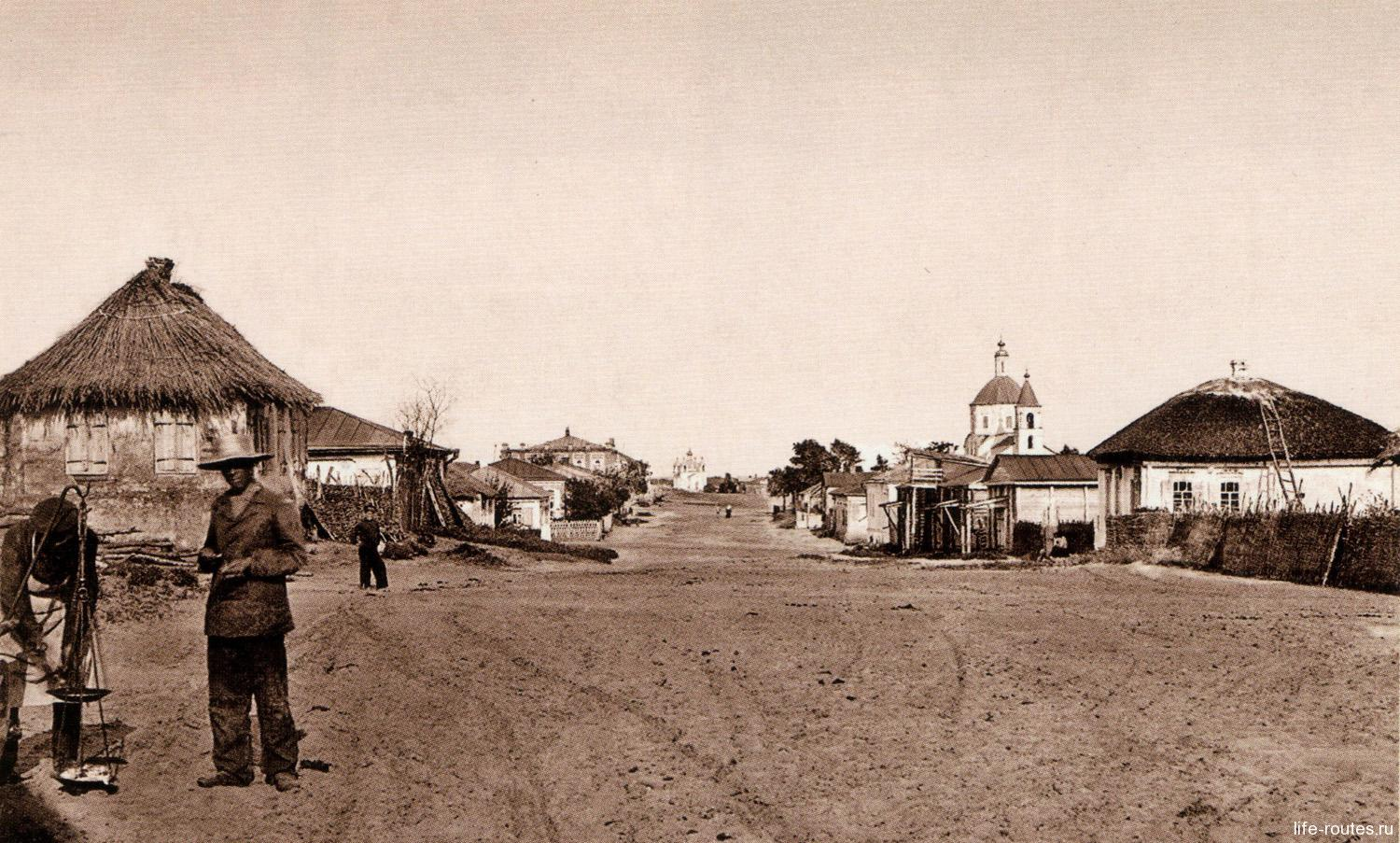
Станиця Вьошенська в 1904 році

Вешенська (рос. Вёшенская; у просторіччі Вьошки) (рос. Вёшенская)  — станиця на півночі Ростовської області, адміністративний центр і найбільший населений пункт Шолоховського району і Вешенського сільського поселення.

## Географія
Станиця розташована на лівому березі річки Дон. У 1963 році, завдяки депутатським клопотанням Михайла Олександровича Шолохова, від міста Міллерово, через який проходять автотраса "Москва—Ростов-на-Дону та Північно-Кавказька залізниця, була прокладена асфальтована дорога довжиною 145 км до станиці Базковська, що знаходиться на правому березі Дону, навпроти Вешенської.
У 1985 році між цими станицями був зведений міст, що замінив поромну переправу.
Поблизу станиці є аеропорт. На відстані 8 кілометрів від станиці зростає Вешенський дуб.
На західній околиці станиці розташований кліматобальнеологічний курорт федерального значення.

## Історія
Перша згадка козацького містечка «Вьошки» відноситься до 1672 року. Вешенська утворилася в результаті переселення козаків Чиганцької станиці, що була сплюндрована за участь у Булавинському повстанні. У станиці не було жодного господарського підприємства, торгівля здійснювалася в продовольчих і промтоварних крамницях. На початку XX століття в станиці проживало близько 1200 осіб. У 1913 році Вьошенський юрт разом зі станицею налічував 36 989 козаків, не рахуючи мешканців неказачого походження. Козаки станиці воювали у російсько-японській війні та на фронтах Першої світової війни.
У Області Війська Донського спочатку входила в Усть-Медведицький округ, після утворення Верхньодонського округу станиця стає її адміністративним центром. Під час Громадянської війни у Росії станиця була центром Верхньодонського повстання проти більшовиків. У станиці працювала церква Святої Трійці, знищена в радянські роки.
Світову популярність Вешенська отримала завдяки роману жителя станиці Михайла Шолохова «Тихий Дон», удостоєному Нобелівської премії з літератури. Після смерті письменника в 1984 році тут був створений Державний музей-заповідник М. А. Шолохова. Бронзовий бюст Шолохова було встановлено 23 травня 1981 року на березі річки Дон (скульптор А.С Новіков архітектор В. Клімов).
У 1974—1975 році в околицях станиці проходили зйомки військової драми «Матір людська».

## Культура
Фестиваль «Шолоховська весна» проводиться в станиці кожну весну в останні вихідні травня. Щорічно в травні на стайнях Вьошенскої проводиться свято козацької джигітовки і верхової їзди «Вешенскі шерміції».

## Пам'ятки

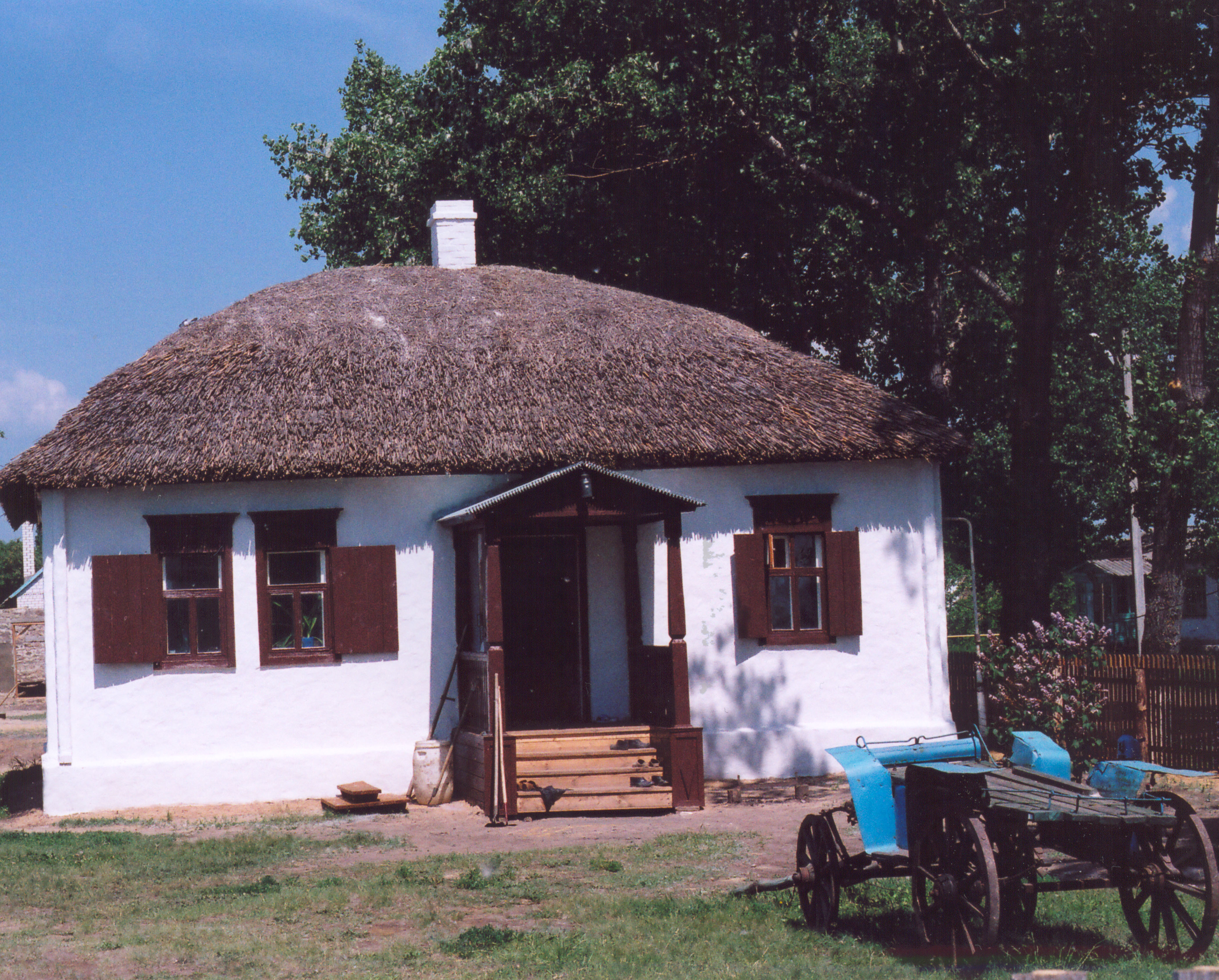
Садиба, де народився в 1905 році і жив Шолохов М. А. до 1910 року в хуторі Кружилинском.

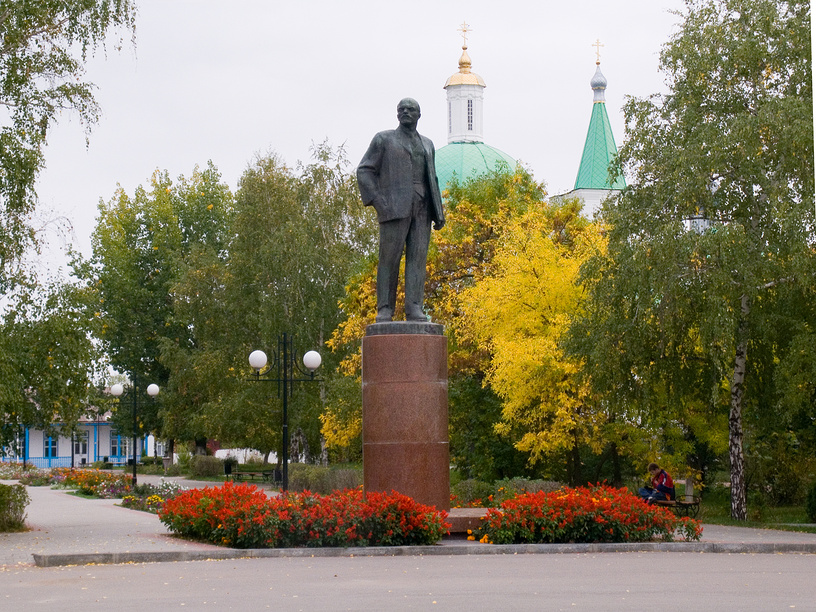
Пам'ятник В. І. Леніну

- Храм Архангела Михаїла. Свято-Михайло-Архангельський прихід станиці Вьошенська створений у XVIII столітті. У 1786 році був освячений головний престол храму;
- Будинок-садиба М. О. Шолохова являє собою двоповерховий будинок з терасою і балконом, побудований в 1949 році. У цьому особняку Шолохов прожив з дружиною і дітьми до самої смерті. У будинку-музеї збереглася в незмінному стані обстановка, коли там жив письменник. На території садиби збережений гараж, у якому знаходиться виставка автомобілів, що належали письменнику;
- Могила письменника Михайла Шолохова і його дружини, Марії Шолохової. На могилі встановлена кам'яна брила з написом «Шолохов»;
- Меморіальний будинок Шолохових (вул. Шолохова, буд. 103). У цей будинок сім'я Шолохових перебралася в 1928 році. Будинок побудований на початку ХХ ст. в типовому стилі куреня з чотирисхилим дахом, «верхами», «низами» і верандою. У цьому будинку Михайло Олександрович працював над останніми книгами роману «Тихий Дон», написав перші глави «Піднятої цілини»;
- Літературний музей з Літературною експозицією «Шолохов М. А.. Час і доля»;
- Меморіальний будинок Шолоховых з «Козацьким обійстям кінця XIX ст.» в хуторі Кружилинском ;
- Санаторій «Вьошенського»;
- Пам'ятник «Григорій і Ксенія» (1983, скульптор Н. В. Можаєв) на березі річки Дон. У 1983 році пам'ятник був встановлений в місті Ростов-на-Дону, а в 1995 році його перевезли в Вьошенську[3];
- Бюст М. О. Шолохова (1981, скульптор А. С. Новиков);
- Пам'ятник Батюшка-Дон (2016);
- Стела Ю. О. Гагаріну. Юрій Олексійович Гагарін у червні 1967 року приїжджав в станицю Вьошенську, виступав перед станичниками на головній площі;
- Пам'ятник «Дід Щукарь» (скульптор С. П. Кальченко). Дід Щукарь зображений сидячим на бронзовій лаві серед дерев;
- Пам'ятник В. І. Леніну перед будівлею адміністрації[4];
- Державний музей-заповідник М. О. Шолохова (1984). У музейному зібранні зберігається близько 70 000 одиниць зберігання, меморіальні експозиції знаходяться у Шолоховському і Боковському районах Ростовської області і майже повністю складаються з справжніх речей. Музей-заповідник включає в себе будинок в станиці Вьошенській, у якому письменник жив в 30-ті роки і працював над третьою книгою «Тихого Дону» і «Піднятою цілиною».

## Наука і освіта
У станиці знаходиться Південно-Європейська науково-дослідна лісова дослідна станція Всеросійського науково-дослідного інституту лісівництва і механізації лісового господарства (вулиця Соснова, 59В). Станція була заснована в 1949 році як філія ВНІІЛМа. Займається розробкою рекомендацій для лісового господарства в заплаві Дону і залісенню земель у водоохоронних зонах малих річок.
З Вузів своєю філією в станиці представлено Інститут професійних інновацій.

## Відомі жителі і уродженці
- Єрмаков Харлампій Васильович (1891—1927) — учасник Громадянської війни, один із прототипів Григорія Мелехова в романі М. А. Шолохова «Тихий Дон».
- Жданов, Олександр Павлович (1938—2006) — російський художник.
- Коргутов Володимир Олександрович (нар. 1965) — полковник Російської Армії, Герой Російської Федерації.
- Краснов, Микола Іванович (1833—1900) — російський генерал-лейтенант, військовий історик і письменник.
- Нікулін Михайло Андрійович (1898—1985) — російський радянський письменник.
- Шолохов Михайло Олександрович (1905—1984) — російський радянський письменник, лауреат Нобелівської премії з літератури.
- Щелаковський Олексій Варфоломійович (1899—1859) — радянський воєнний діяч, генерал-лейтенант.